# Brian Chase
Brian Chase (narozený 12. února 1978) je americký bubeník působící v newyorské kapele Yeah Yeah Yeahs. V seznamu webmagazínu Gigwise „Nejlepších bubeníků všech dob“ se umístil na 50. pozici. Na bubny hraje pomocí tradičního gripu.

## Životopis
Chase se narodil do židovské rodiny a vyrůstal na Long Islandu v New Yorku. Absolvoval zde Friends Academy v Locust Valley a Oberlin Conservatory of Music. Nyní žije v Greenpointu v Brooklynu.

## Kariéra
Během studií na Oberlin College potkal zpěvačku Karen O, která mu nabídla místo bubeníka v kapele Yeah Yeah Yeahs, kterou po neshodách originální bubeník opustil.
Po přijetí na Oberlin College hrál s rockovou kapelou The Seconds a také s country kapelou své tehdejší přítelkyně Emily Manzo, až do jejich rozchodu v roce 2006.
Spolupracoval hned s několika experimentálními dvojicemi, jako jsou například Stefan Tcherepnin a Seth Misterka, se kterými dokonce v roce 2007 natočil CD pojmenované Duo. Mezi ostatní hudebníky, se kterými Chase spolupracoval se řadí například Jessica Pavone, Mary Halvorson, Moppa Elliott a skupiny Oakley Hall, Blarvuster a The Sway Machinery
V roce 2010 vystoupilo duo Chase/Misterka na Mezinárodním jazzovém festivalu v Melbourne a následně pak toto duo vyjelo na dlouhou australskou koncertní šňůru. Ve stejné době vyšlo album The Shape of Sound.